# La Flow Vélo
La Flow Vélo is een langeafstandsfietsroute in Frankrijk. De bewegwijzerde route is 400 kilometer lang en loopt van Sarlat-la-Canéda in de Dordogne tot Île d'Aix in de Charente-Maritime. 